# Barclays
Barclays plc är en av världens största banker, listad på London- och New York-börsen och även på Tokyobörsen fram till 2008. Det är det 25:e största bolaget i världen.[källa behövs] Bankens högkvarter är One Churchill Place i Canary Wharf, i östra London. Mellan 2004–2016 var Barclays titelsponsor till Premier League, högstadivisionen i Englands ligasystem i fotboll.
Barclay Bank bildades 1896 under namnet Barclay & co Ltd.. Efter en sammanslagning med ett tjugotal mindre privatbanker tog man 1917 namnet Barclays Bank Ltd.

## Liborskandalen
I slutet av juni 2012 erkände Barclays att de riggat Liborräntan (London Interbank Offered Rate, LIBOR), det vill säga den genomsnittliga räntan som banker i London tar av varandra då de lånar av varandra. De hade också kommit överens med amerikanska och brittiska motparter om att betala dessa 450 miljoner dollar i straffavgift för att låta händelsen därmed vara utagerad. 